# Copidozoum magnum
Copidozoum magnum is een mosdiertjessoort uit de familie van de Calloporidae. De wetenschappelijke naam van de soort is voor het eerst geldig gepubliceerd in 2007 door Lopez-Fé.